# Kigeki
Kigeki (喜劇 Kigeki, n.đ. Hài kịch) là một bài hát được thu âm bởi ca sĩ kiêm nhạc sĩ người Nhật Gen Hoshino. Bài hát được phát hành thông qua Speedstar Records vào ngày 8 tháng 4 năm 2022 và được dùng làm bài hát chủ đề kết thúc cho mùa đầu tiên của bộ anime Spy × Family. Bài hát cũng xuất hiện trong Series Soundwave của Fortnite. Bài hát đạt vị trí thứ 4 trên bảng xếp hạng Japan Hot 100 và vị trí thứ 127 trên bảng xếp hạng Billboard Global 200.

## Bối cảnh và phát hành
Vào ngày 17 tháng 3 năm 2022, trang web chính thức của Spy × Family đã thông báo rằng Gen Hoshino sẽ trình bày ca khúc chủ đề kết thúc cho bộ anime này với bài hát "Kigeki", được khởi chiếu vào ngày 9 tháng 4 năm 2022. Nó được phát hành dưới dạng đĩa đơn kỹ thuật số tại Nhật Bản vào ngày 8 tháng 4 năm 2022, thông qua Speedstar Records. Bài hát cũng được giới thiệu trên Soundwave Series của Fortnite trong 72 giờ, bắt đầu từ ngày 9 tháng 6 năm 2022.

## Sáng tác và lời bài hát
Nó được sáng tác và viết bởi Gen Hoshino cho anime Spy × Family, với ý tưởng về gia đình đồng thời ý thức được ý nghĩa gia đình mà câu chuyện có. Hoshino nói về bài hát: "Tôi viết bài hát này khi đang nghĩ về "gia đình" của Loid, Yor và Anya trong Spy × Family và ý nghĩa của từ "gia đình". "Khi tôi nghe bài hát hoàn chỉnh, tôi cảm thấy bài hát rất phù hợp với mùa ấm áp sắp tới khi cây cối tươi tốt, trăm hoa đua nở".

## Video âm nhạc
Video âm nhạc cho bài hát "Kigeki" được phát hành vào ngày 5 tháng 5 năm 2022 và do MESS làm đạo diễn. Bài hát mô tả hình thức của một 'gia đình' nào đó, trong đó Hoshino và những sinh vật bí ẩn sống cùng nhau và tiếp tục cuộc sống hàng ngày của họ.

## Nhân sự
- Gen Hoshino – hát chính, lời bài hát, nhà soạn nhạc, hòa âm phối khí (cải biên nhạc), piano, synthesizer
- Mabanua – bass, vibraphone, piano, analog synthesizer, đồng hòa âm phối khí
- Ryosuke Nagaoka – guitar, hát đệm, người sắp xếp giọng hát đệm
- Shojiro Watanabe – hòa âm
- Takahiro Uchida – mastering
- Satoshi Goto – trợ lý
- Manabe Hiroshi – trợ lý

## Bảng xếp hạng âm nhạc
| Bảng xếp hạng (2022)                  | Vị trí cao nhất |
| ------------------------------------- | --------------- |
| Thế giới Global 200 (Billboard)       | 127             |
| Nhật Bản (Japan Hot 100)              | 4               |
| Japan Hot Animation (Billboard Japan) | 2               |
| Japan Combined Singles (Oricon)       | 11              |
| Đài Loan (Billboard)                  | 21              |

| Bảng xếp hạng (2022)                  | Vị trí |
| ------------------------------------- | ------ |
| Nhật Bản (Japan Hot 100)              | 50     |
| Japan Hot Animation (Billboard Japan) | 13     |

## Giải thưởng và đề cử
| Sự kiện/Lễ trao giải               | Năm  | Giải thưởng            | Kết quả   | Ref.   |
| ---------------------------------- | ---- | ---------------------- | --------- | ------ |
| Crunchyroll Anime Awards lần thứ 7 | 2023 | Đoạn kết phim hay nhất | Đoạt giải | [ 14 ] |
| Crunchyroll Anime Awards lần thứ 7 | 2023 | Bài hát Anime hay nhất | Đề cử     | [ 14 ] |